# Saladınlı
Saladınlı är en ort i Azerbajdzjan.   Den ligger i distriktet Tovuz Rayonu, i den västra delen av landet, 400 km väster om huvudstaden Baku. Saladınlı ligger 1 567 meter över havet och antalet invånare är 126.
Terrängen runt Saladınlı är kuperad åt nordväst, men åt sydost är den bergig. Närmaste större samhälle är Slavyanka, 20,0 km öster om Saladınlı.
I omgivningarna runt Saladınlı växer i huvudsak blandskog. Runt Saladınlı är det ganska tätbefolkat, med 78 invånare per kvadratkilometer.